# Мала Плана (Госпић)
Мала Плана је насељено мјесто у Лици. Припада граду Госпићу, у Личко-сењској жупанији, Република Хрватска.

## Географија
Мала Плана је удаљена око 24 км сјеверозападно од Госпића.

## Становништво
Према попису из 1991. године, насеље Мала Плана је имала 113 становника. Према попису становништва из 2001. године, Мала Плана је имала 14 становника. Према попису становништва из 2011. године, насеље Мала Плана је имало 7 становника.
| Демографија | Демографија | Демографија |
| Година      | Становника  | Становника  |
| ----------- | ----------- | ----------- |
| 1961.       | 207         |             |
| 1971.       | 138         |             |
| 1981.       | 123         |             |
| 1991.       | 113         |             |
| 2001.       | 14          |             |
| 2011.       |             | 7           |